# Katarzyna Broniatowska
Katarzyna Broniatowska (ur. 22 lutego 1990) – polska lekkoatletka specjalizująca się w biegach średnich i długich.

## Życiorys
Na międzynarodowej imprezie zadebiutowała w 2007 zajmując odległe miejsce podczas mistrzostw Europy w biegu na przełaj. W kolejnym sezonie odpadła w eliminacjach biegu na 1500 metrów na globalnym czempionacie juniorów oraz ponownie zajęła dalsze miejsce na mistrzostwach Starego Kontynentu w przełajach. W 2009 startowała w mistrzostwach świata w przełajach, zajęła 11. miejsce w biegu na 1500 metrów podczas juniorskich mistrzostw Europy oraz zajęła 22. lokatę na mistrzostwach Starego Kontynentu w biegach przełajowych. Na skutek dyskwalifikacji Jeleny Arżakowej przypadł jej brązowy medal młodzieżowych mistrzostw Europy (2011). Brązowa medalistka halowych mistrzostw Europy w biegu na 1500 metrów (2013). Podczas Halowych mistrzostw Europy w Pradze zajęła czwarte miejsce w biegu na 1500 metrów (2015).
Medalistka mistrzostw Polski seniorów zdobyła dotychczas dwa złote medale tej imprezy (bieg przełajowy na 4 km – Zamość 2011 & Bydgoszcz 2012) oraz jedno srebro (Bydgoszcz 2011 – bieg nas 1500 metrów). Ma na koncie dziesięć krążków halowego czempionatu kraju – 4 złote: w biegu na 1500 metrów (2012, 2014, 2017) oraz na 3000 metrów (2013), 3 srebrne: na 1500 metrów (2016), na 3000 metrów (2011) i na 800 metrów (2012) oraz 3 brązowe: na 1500 metrów (2011), na 3000 metrów (2017) i  na 800 metrów (2014). Stawała na podium akademickich mistrzostw Polski, mistrzostw Polski juniorów (także w hali oraz w biegach przełajowych) i młodzieżowych mistrzostw kraju.

## Osiągnięcia
| Rok  | Impreza                                   | Miejsce   | Konkurencja           | Lokata      | Wynik   |
| ---- | ----------------------------------------- | --------- | --------------------- | ----------- | ------- |
| 2007 | Mistrzostwa Europy w biegach przełajowych | Toro      | bieg juniorek na 4 km | 55. miejsce | 15:29   |
| 2008 | Mistrzostwa świata juniorów               | Bydgoszcz | bieg na 1500 m        | eliminacje  | 4:31,28 |
| 2008 | Mistrzostwa Europy w biegach przełajowych | Bruksela  | bieg juniorek na 4 km | 46. miejsce | 14:57   |
| 2009 | Mistrzostwa świata w biegach przełajowych | Amman     | bieg juniorek na 6 km | 91. miejsce | 25:53   |
| 2009 | Mistrzostwa Europy juniorów               | Nowy Sad  | bieg na 1500 m        | 11. miejsce | 4:27,24 |
| 2009 | Mistrzostwa Europy w biegach przełajowych | Dublin    | bieg juniorów na 4 km | 22. miejsce | 14:53   |
| 2011 | Młodzieżowe mistrzostwa Europy            | Ostrawa   | bieg na 800 m         | 6. miejsce  | 2:04,62 |
| 2011 | Młodzieżowe mistrzostwa Europy            | Ostrawa   | bieg na 1500 m        | 3. miejsce  | 4:22,06 |
| 2013 | Halowe mistrzostwa Europy                 | Göteborg  | bieg na 1500 m        | 3. miejsce  | 4:14,30 |
| 2014 | Halowe mistrzostwa świata                 | Sopot     | bieg na 1500 m        | eliminacje  | 4:14,31 |
| 2015 | Halowe mistrzostwa Europy                 | Praga     | bieg na 1500 m        | 4. miejsce  | 4:12,71 |
| 2017 | Halowe mistrzostwa Europy                 | Belgrad   | bieg na 1500 m        | eliminacje  | 4:15,02 |

## Rekordy życiowe
| Konkurencja                   | Rezultat | Data             | Miejsce    |
| ----------------------------- | -------- | ---------------- | ---------- |
| Bieg na 800 metrów            | 2:02,84  | 8 czerwca 2013   | Bydgoszcz  |
| Bieg na 1000 metrów           | 2:38,83  | 6 września 2013  | Bruksela   |
| Bieg na 1500 metrów           | 4:08,79  | 7 czerwca 2014   | Szczecin   |
| Bieg na 3000 metrów (stadion) | 9:09,54  | 10 września 2011 | Kraków     |
| Bieg na 800 metrów (hala)     | 2:03,29  | 22 lutego 2014   | Sopot      |
| Bieg na 1000 metrów (hala)    | 2:40,54  | 6 lutego 2016    | Spała      |
| [Bieg na 1500 metrów (hala)   | 4:09,01  | 15 lutego 2014   | Birmingham |
| Bieg na milę (hala)           | 4:47,51  | 17 lutego 2016   | Sztokholm  |
| Bieg na 3000 metrów (hala)    | 9:02,19  | 19 lutego 2017   | Toruń      |